# K. Radhakrishnan

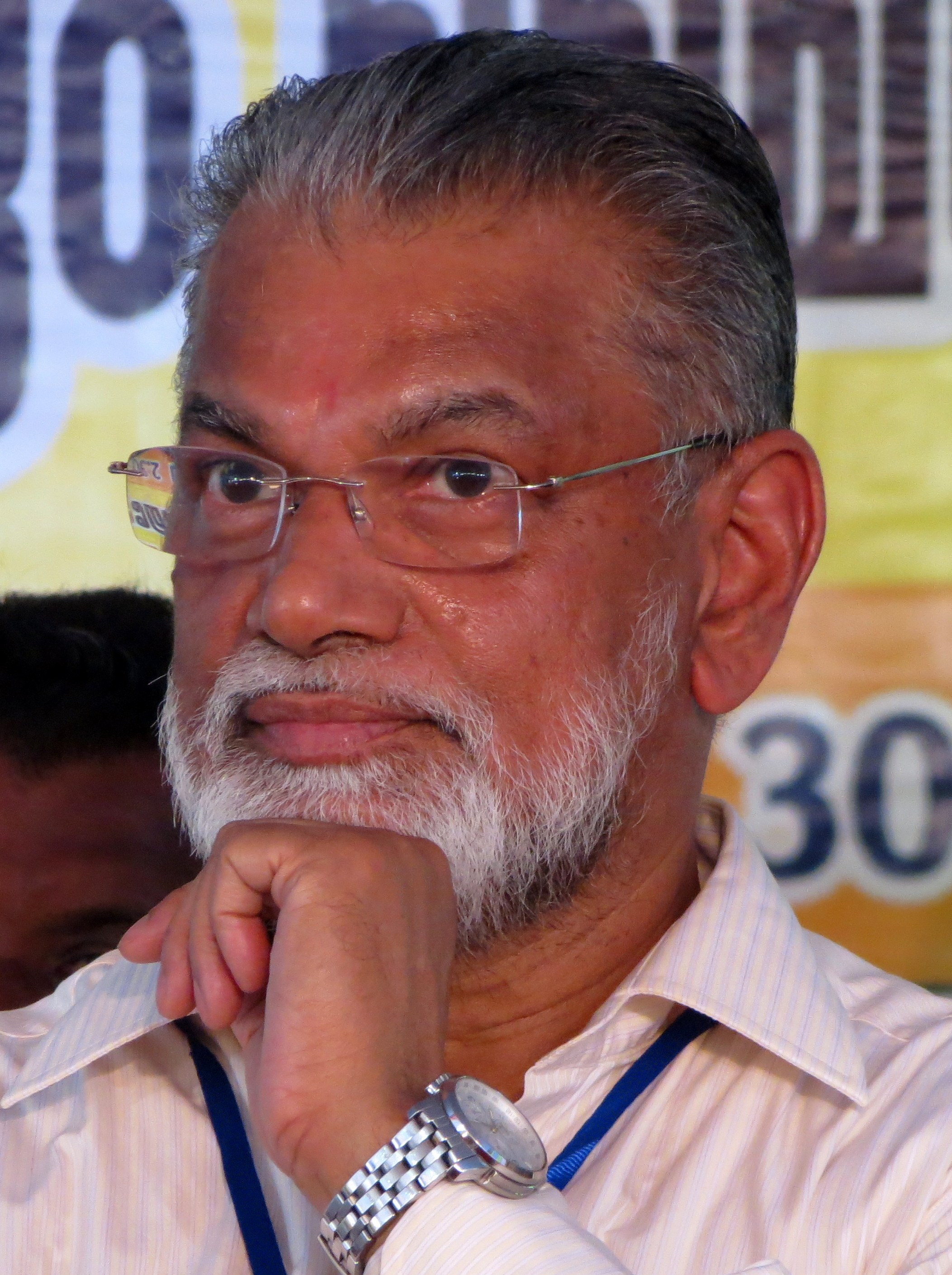
K. Radhakrishnan (2013)

K. Radhakrishnan (Koppillil Radhakrishnan; * 29. August 1949 in Irinjalakuda, Kerala) ist ein indischer Raumfahrtfunktionär und seit 2009 Leiter der indischen nationaler Weltraumorganisation ISRO.

## Leben
Geboren in Irinjalakuda im Distrikt Thrissur im Bundesstaat Kerala, schloss K. Radhakrishnan 1970 seine Ausbildung als Ingenieur (B.Sc.Eng.) am Government Engineering College in Thrissur ab. Radhakrishnan studierte beim Indian Institute of Management in Bangalore (PGDM, 1975) und dem Indian Institute of Technology Kharagpur, wo er 2000 sein Postgraduales Studium (Ph.D.) beendete. 2007 wurde Radhakrishnan zum Direktor des Vikram Sarabhai Space Centre (VSSC) bei Thiruvananthapuram, Kerala, ernannt, wo er bereits seit 1971 unter anderem als Projektleiter tätig war. Er vertrat das VSSC in nationalen und internationalen Gremien und Behörden. Seit 30. Oktober 2009 ist Radhakrishnan als Leiter der Indian Space Research Organisation im Amt und ist unter anderem für die Mars Orbiter Mission verantwortlich.
Neben seiner Tätigkeit bei der ISRO ist K. Radhakrishnan in Indien als Kathakali-Darsteller und Vokalist der südindischen klassischen Musik (Karnatische Musik) bekannt.

## Auszeichnungen
- 2014: Empfänger des Zivilordens Padma Bhushan